# Ayo Akinola
 (août 2025).
Pour les articles homonymes, voir Akinola.
Grant Jesus-Sultan-Akinola Ogundimu, couramment appelé Ayo Akinola, né le 20 janvier 2000 à Détroit dans le Michigan aux États-Unis, est un joueur américano-canadien de soccer. Il joue au poste d'attaquant.

## Biographie

### Parcours en club

#### Toronto FC
Ayo Akinola intègre l'académie du Toronto FC en 2015. En novembre 2017 il effectue un essai au PSV Eindhoven après des performances remarquées avec les jeunes des moins de 17 ans des États-Unis. 
Ayo Akinola signe son premier contrat professionnel avec le Toronto FC le 18 décembre 2017, devenant ainsi le quinzième joueur de l'académie à intégrer le groupe professionnel. Le 5 juillet 2018 Akinola joue son premier match en Major League Soccer, en entrant en jeu lors de la défaite de son équipe sur la pelouse de Minnesota United (défaite 4-3). Le 25 juillet, il inscrit son premier but en professionnel lors de la demi-finale retour du Championnat canadien face au Fury d'Ottawa (victoire 3-0).
La saison suivante, il dispute sa première rencontre en tant que titulaire, puis à la 14e minute du match, il inscrit son premier but en MLS face au Revolution de la Nouvelle-Angleterre le 17 mars 2019 (victoire 3-2).
Akinola se fait remarquer dans le Tournoi MLS is Back en inscrivant un doublé contre D.C. United le 13 juillet 2020 (2-2), puis en réalisant un triplé, le premier de sa carrière, le 17 juillet suivant contre l'Impact de Montréal, permettant à son équipe de l'emporter (3-4).

#### Prêt aux Earthquakes de San José
Peu en vue en 2023 où il cumule difficilement plus de 500 minutes à la mi-saison, Ayo Akinola est prêté avec option d'achat aux Earthquakes de San José le 23 juillet 2023 afin d'obtenir du temps de jeu.

### Parcours en sélection

#### États-Unis
En avril 2017, Ayo Akinola participe au Championnat de la CONCACAF des moins de 17 ans. Lors de ce tournoi, il dispute cinq rencontres et inscrit quatre buts. Les joueurs américains s'inclinent en finale face au Mexique aux tirs au but. Puis, en octobre 2017 il participe à la Coupe du monde des moins de 17 ans qui se déroule en Inde avec l'équipe des États-Unis des moins de 17 ans. Lors du mondial, il dispute cinq rencontres et inscrit un but face au Ghana. Les États-Unis s'inclinent en quart de finale contre l'Angleterre.
En novembre 2018, il participe au Championnat de la CONCACAF des moins de 20 ans avec l'équipe des États-Unis des moins de 20 ans. Lors de ce tournoi, il dispute huit rencontres et inscrit sept buts. Les jeunes américains remportent la compétition en battant le Mexique en finale.

#### Canada
En janvier 2021, et alors qu'il a jusqu'ici représenté uniquement les États-Unis, Akinola est appelé pour la première fois avec l'équipe nationale du Canada.
Le 1er juillet 2021, il est retenu dans la liste des vingt-trois joueurs canadiens sélectionnés par John Herdman pour disputer la Gold Cup 2021.

## Statistiques

### Statistiques Détaillées
| Saison                | Club                           | Championnat           | Championnat | Championnat | Championnat | Coupe(s) nationale(s) | Coupe(s) nationale(s) | Coupe(s) nationale(s) | Compétition(s) continentale(s) | Compétition(s) continentale(s) | Compétition(s) continentale(s) | Compétition(s) continentale(s) | Séries | Séries | Séries | Total | Total | Total |
| Saison                | Club                           | Division              | M.          | B.          | P.d.        | M.                    | B.                    | P.d.                  | Comp.                          | M.                             | B.                             | P.d.                           | M.     | B.     | P.d.   | M.    | B.    | P.d.  |
| 2016                  | Toronto FC II                  | USL                   | 10          | 2           | 0           | -                     | -                     | -                     | -                              | -                              | -                              | -                              | -      | -      | -      | 10    | 2     | 0     |
| 2018                  | Toronto FC II                  | USL                   | 16          | 5           | 1           | -                     | -                     | -                     | -                              | -                              | -                              | -                              | -      | -      | -      | 16    | 5     | 1     |
| 2019                  | Toronto FC II                  | USL1                  | 8           | 1           | 1           | -                     | -                     | -                     | -                              | -                              | -                              | -                              | -      | -      | -      | 8     | 1     | 1     |
| Sous-total            | Sous-total                     | Sous-total            | 34          | 8           | 2           | 0                     | 0                     | 0                     | -                              | 0                              | 0                              | 0                              | 0      | 0      | 0      | 34    | 8     | 2     |
| 2018                  | Toronto FC                     | MLS                   | 4           | 0           | 1           | 2                     | 1                     | 0                     | LCC                            | 0                              | 0                              | 0                              | -      | -      | -      | 6     | 1     | 1     |
| 2019                  | Toronto FC                     | MLS                   | 8           | 1           | 0           | 1                     | 0                     | 0                     | LCC                            | 2                              | 0                              | 0                              | 0      | 0      | 0      | 11    | 1     | 0     |
| 2020                  | Toronto FC                     | MLS                   | 15          | 9           | 0           | -                     | -                     | -                     | -                              | -                              | -                              | -                              | 1      | 0      | 0      | 16    | 9     | 0     |
| 2021                  | Toronto FC                     | MLS                   | 11          | 3           | 0           | 0                     | 0                     | 0                     | LCC                            | 2                              | 0                              | 0                              | -      | -      | -      | 13    | 3     | 0     |
| 2022                  | Toronto FC                     | MLS                   | 26          | 2           | 0           | 4                     | 2                     | 0                     | -                              | -                              | -                              | -                              | -      | -      | -      | 30    | 4     | 0     |
| 2023                  | Toronto FC                     | MLS                   | 14          | 0           | 0           | 1                     | 0                     | 0                     | -                              | -                              | -                              | -                              | -      | -      | -      | 15    | 0     | 0     |
| 2024                  | Toronto FC                     | MLS                   | 5           | 0           | 0           | -                     | -                     | -                     | -                              | -                              | -                              | -                              | -      | -      | -      | 5     | 0     | 0     |
| Sous-total            | Sous-total                     | Sous-total            | 83          | 15          | 1           | 8                     | 3                     | 0                     | -                              | 4                              | 0                              | 0                              | 1      | 0      | 0      | 96    | 18    | 1     |
| 2023                  | Earthquakes de San José (prêt) | MLS                   | 7           | 0           | 0           | -                     | -                     | -                     | LC                             | 1                              | 0                              | 0                              | -      | -      | -      | 8     | 0     | 0     |
| 2024-2025             | FC Wil                         | Challenge League      | 31          | 10          | 2           | 2                     | 0                     | 0                     | -                              | -                              | -                              | -                              | -      | -      | -      | 33    | 10    | 2     |
| Total sur la carrière | Total sur la carrière          | Total sur la carrière | 155         | 33          | 5           | 10                    | 3                     | 0                     | -                              | 5                              | 0                              | 0                              | 1      | 0      | 0      | 171   | 36    | 5     |

## Palmarès

### En sélection
États-Unis -17 ans
- Finaliste du Championnat de la CONCACAF des moins de 17 ans en 2017

 États-Unis -20 ans
- Vainqueur du Championnat de la CONCACAF des moins de 20 ans en 2018

### Distinctions personnelles
- Membre de l'équipe-type du Championnat de la CONCACAF des moins de 20 ans en 2018[19]